# Xylopia cuspidata
Xylopia cuspidata este o specie de plante angiosperme din genul Xylopia, familia Annonaceae, descrisă de Friedrich Ludwig Diels. Conform Catalogue of Life specia Xylopia cuspidata nu are subspecii cunoscute.